# 卡通-卡拉蓋
卡通-卡拉蓋是哈薩克斯坦的城鎮，位於該國東部東哈薩克斯坦州，由卡通-卡拉蓋區負責管轄，面積約為23.5平方公里，2009年人口3869。